# Rajas of the Ganges
Rajas of the Ganges ist ein Brettspiel der Spieleautoren Inka und Markus Brand, das 2017 bei Huch! erschien. Es handelt sich um ein Worker-Placement-Spiel, bei dem zusätzlich Würfel für Aktionen eingesetzt und auf einem separaten Spielertableau eine Ortschaft aufgebaut werden müssen. Als Besonderheit werden vor allem die beiden gegenläufigen Punkteleisten für Geld und Ruhm angesehen, über die der Gewinner des Spiels festgelegt wird.
Das Spiel wurde 2018 mit dem International Gamers Award in der Kategorie „Multiplayer“ ausgezeichnet und im gleichen Jahr beim Deutschen Spielepreis 2018 auf Platz 3 gewählt.

## Hintergrund und Spielmaterial
Thematisch ist Rajas of the Ganges im aufstrebenden Mogulreich auf dem indischen Subkontinent angesiedelt, wo von den Spielern in der Rolle von Rajas und Ranis neue Ländereien und Märkte für Seide, Tee und Gewürze erschlossen werden müssen, um die eigenen Provinzen zu Reichtum und Ruhm zu führen. Durch das Setzen einer begrenzten Anzahl von Arbeitern (Worker Placement) und den Einsatz von Würfeln auf dem Spielplan bebauen die Spieler ihre Provinztableaus und sammeln durch Märkte Geld und durch Bauwerke Ruhm an. Geld und Ruhm werden jeweils auf einer der beiden gegenläufigen Zählleisten vermerkt und nähern sich entsprechend im Laufe des Spiels an. Der Spieler, dem es zuerst gelingt, den Ruhm und den Geldmarker auf den Leisten zur Begegnung zu bringen, gewinnt das Spiel.
Das Spielmaterial besteht neben der Spielanleitung aus:
- einem doppelseitigen Spielplan mit einer Darstellung einer Provinz des Mogulreiches und mit zwei gegenläufigen Zählleisten am Spielfeldrand,
- vier Provinztableaus,
- vier Tableaus Kali-Statue,
- 48 Würfeln, je 12 in vier Farben,
- 64 Provinzplättchen,
- 24 Arbeitern, je 6 in vier Spielerfarben,
- vier Booten in vier Spielerfarben,
- vier Geldmarkern in vier Spielerfarben,
- vier Ruhmesmarkern in vier Spielerfarben,
- 20 zusätzlichen Markern in vier Spielerfarben,
- vier Bonusmarkern,
- 30 Ertragsplättchen,
- einem Elefanten als Startspielermarker,
- zwei Abdeckplättchen für das Spiel zu dritt und
- acht Flussplättchen.

## Spielweise

### Spielvorbereitung
Zur Spielvorbereitung wird der Spielplan in der Tischmitte ausgelegt, wobei die offene Seite abhängig von der Spieleranzahl ist. Bei einer Runde mit drei Spielern werden zwei Felder durch die enthaltenen Abdeckplättchen verdeckt. Die Provinzplättchen werden nach Farben und Symbolen sortiert gemischt und offen zu jeweils drei Stapeln, zusammen entsprechend 12 Stapeln, neben dem Spielplan abgelegt. Die 48 farbigen Würfel kommen ebenfalls nach Farbe sortiert neben den Spielplan. Die weißen Ertragsplättchen werden gemischt und verdeckt auf den Tempeldächern abgelegt.
Jeder Spieler wählt eine Spielerfarbe und bekommt die Arbeiterfiguren, das Boot und die Marker seiner Farbe, jeweils ein Provinztableau und ein Kalitableau sowie jeweils einen Würfel jeder Farbe. Drei der Arbeiter jeder Farbe werden auf die entsprechend markierten Felder der Zählleisten gelegt. Die Boote werden auf dem Startfeld des Flusses platziert, der Karma-Marker kommt auf die Stufe 1 der Karmafläche und jeweils ein Marker kommt als Aufwertungsmarker auf die jeweils erst Position der Schriftrolle für die Gebäudeentwicklung. Der Bonusmarker wird mit der Flussfeldseite nach oben auf die markierte Position der Geldzählleiste abgelegt. Der Ruhmesmarker kommt bei allen Spielern auf das Startfeld der Ruhmesleiste, deren einzelne Felder dem Blauen Pfau als Symbol der Königlichkeit nachempfunden sind; das Startfeld ist dabei eine Darstellung des Pfauenthrones. Jeder Spieler platziert zudem das Provinztableau, das Kalitableau und die drei verbliebenen Arbeiter vor sich. Die vier Würfel werden geworfen und mit der geworfenen Zahl auf eine der Ablagepositionen der Kalistatue platziert. Der Spieler, der den niedrigsten Gesamtwurf gewürfelt hat, bekommt den Elefanten als Startspielermarker und legt seinen Geldmarker an die Position 3 der Geldzählleiste, danach platzieren alle weiteren Spieler im Uhrzeigersinn ihre Geldmarker um jeweils einen $ höher auf der Leiste.

### Spielablauf
Wie bei anderen Worker-Placement-Spielen verläuft das Spiel über mehrere Runden mit jeweils mehreren Durchgängen, bei denen die Spieler ihre Arbeiter auf verschiedenen Aktionsfelder auf dem Spielplan einsetzen. Reihum beginnend mit dem Startspieler werden von jedem Spieler jeweils ein Arbeiter pro Durchgang gesetzt, die entsprechenden Kosten bezahlt (von der Geldzählleiste abgezogen) und die entsprechende Aktion durchgeführt. Die Runde endet, wenn alle Spieler ihre Arbeiter vollständig genutzt haben.
In den verschiedenen Bereichen auf dem Spielplan sind die Aktionsfelder teilweise ohne Kosten und teilweise mit Kosten (Geld oder Würfel) abgebildet, die immer vollständig bezahlt werden müssen. Auf jedem Aktionsfeld darf dabei nur ein Arbeiter eingesetzt werden, und ist dieses besetzt, muss auf ein anderes und häufig teureres Feld ausgewichen werden. Immer wenn ein Spieler durch eine Aktion oder auf andere Weise neue Würfel erhält, würfelt er diese und legt sie an seiner Kali-Statue ab, die maximal 10 Würfel halten kann.
Auf dem Spielplan befinden sich insgesamt vier verschiedene Aktionsbereiche: der Steinbruch, der Marktplatz, der Hafen mit dem Fluss und der Palast.
Steinbruch und Bauaktionen:

Wird ein Arbeiter auf einem der Felder im Steinbruch eingesetzt, führt er eine Bauaktion durch. Dabei kann er, nachdem er die Aktionskosten (1 bis 4 Münzen) bezahlt hat, ein beliebiges offen liegendes Provinzplättchen für mindestens die angegebene Anzahl an Würfelaugen der entsprechenden Farbe nehmen und auf seinem Provinztableau mit mindestens einem Weg an einem bereits bestehenden Weg anbauen, der zu der auf dem Tableau abgebildeten Residenz führt. Durch den Ausbau der Provinz können die Spieler Erträge erwirtschaften. Dafür befinden sich auf den Plättchen Gebäude, die Ruhm einbringen, und Märkte, die durch Marktaktionen Geld einbringen. Hinzu kommen Sondererträge, die ausgelöst werden, wenn die entsprechenden Felder am Rand des Provinztableaus durch Wege mit der Residenz verbunden werden.
Ruhm durch Gebäude wird direkt ausgezahlt, indem der Ruhmesmarker auf der Ruhmesleiste so viele Felder vorgezogen wird, wie es der Position des Markers auf der Schriftrolle für die Gebäudeentwicklung entspricht (2, 3 oder 4 Felder). Sondererträge werden ebenfalls direkt ausgeschüttet, wenn das Plättchen abgelegt wurde und der Weg zur Residenz vollständig ist. Bei den Sondererträgen handelt es sich um zusätzliches Geld, zusätzlichen Ruhm, zusätzliche Würfel oder Aufwertungen der Gebäude.
Marktplatz und Marktaktionen:

Auf dem Marktplatz eingesetzte Arbeiter lösen eine Marktaktion aus, die abhängig von dem entsprechenden Aktionsfeld ist, auf dem der Arbeiter platziert wurde. Durch die Marktaktionen werden Gewinne in Form von Geld der Märkte ausgelöst, die der Spieler auf den Plättchen auf seinem Provinztabelau besitzt. Dabei existieren drei verschiedene Märkte für die Güter Tee, Seide und Gewürze. Auf dem Marktplatz gibt es dabei zwei Typen von Marktfeldern: Waren einer Sorte und Gemischtwaren. Setzt ein Spieler einen Arbeiter auf eines der drei Marktfelder für je eine Warensorte, setzt er zusätzlich einen Würfel ein und darf maximal so viele Märkte dieser Warensorte auf seinem Tableau werten, wie es der Augenzahl des Würfels entspricht. Setzt der Spieler seinen Arbeiter auf einem Gemischtwarenfeld ein, darf er genau je einen Markt der drei unterschiedlichen Markttypen werten. Die Gewinne entsprechen der Wertangabe auf den Provinzplättchen und werden auf der Geldzählleiste verzeichnet.
Palast:

Im Plast gibt es verschiedene Aktionen, die durch den Einsatz von Arbeitern durchgeführt werden können und die verschiedene Boni für die Spieler bringen. Der Plast besteht aus mehreren Bereichen mit verschiedenen Aktionstypen: die Vorterrasse, die Terrasse, die Balkone und die Gemächer.
Die Vorterrasse besteht aus einem einzelnen Aktionsfeld, auf der ein Spieler 2 $ erhält und drei seiner Würfel nochmals werfen kann. Dem schließt sich die Terrasse an, auf der ein Spieler jeweils durch den Einsatz eines Arbeiters einen entsprechenden Farbwürfel erhält und diesen sofort werfen und an seine Kali-Statue anlegen muss. Auf den Balkonen kann durch den Einsatz eines Arbeiters jeweils ein Würfel einer Farbe in zwei Würfel einer anderen Farbe getauscht werden.
In den Gemächern wohnen die verschiedenen Bewohner des Palastes, die durch den Einsatz von jeweils einem Arbeiter und einem Würfel mit passender Augenzahl unterschiedliche Boni ausschütten. So bekommt der Spieler beim Großmogul (1) zwei Ruhmespunkte und wird im nächsten Durchgang Startspieler. Bei der Tänzerin (2) bekommt er zwei neue Würfel und darf zusätzlich ein Ertragsplättchen nehmen, das einen weiteren Bonus einbringt. Der Yogi (3) erhöht die Karma-Leiste um zwei Schritte und bringt einen zusätzlichen neuen Würfel. Der Raja Man Singh (4) bringt einen Schritt auf der Gebäudeentwicklung und 3 $ und der Baumeister (5) ermöglicht es, ein Plättchen auf dem Provinztableau durch ein neues zu überbauen. Durch den Portugiesen (6) darf der Spieler auf dem Fluss 6 Felder vorrücken.
Hafen und Flussaktionen:

Flussaktionen werden durch Arbeiter im Hafen oder durch andere Aktionen, die die Positionen des eigenen Schiffes auf dem Fluss beeinflussen, ausgelöst. Wird ein Arbeiter auf ein Hafenfeld gestellt, kann der Spieler durch einen Würfel mit einem, zwei oder drei Augen mit seinem Schiff ein, zwei oder drei Felder vorrücken. Als Felder werden in diesem Fall nur freie Felder gezählt, Flussfelder mit gegnerischen Schiffen werden übersprungen. Abhängig davon, wo das Schiff endet, wird eine Flussaktion ausgelöst, die auf dem Feld abgebildet ist. Dabei handelt es sich um Boni, die direkt eingesetzt werden, etwa zusätzliches Geld, zusätzlicher Ruhm, Würfel, Karmapunkte, Aufwertungen von Gebäuden und ausgelöste Marktaktionen. Wenn ein Schiff beim letzten Flussfeld angekommen ist, kann der Spieler diese Felder nicht mehr nutzen.
Neben den beschriebenen Aktionen, für die immer Arbeiter eingesetzt werden müssen, kann ein Spieler jederzeit sein Karma nutzen. Jeder Spieler beginnt mit einem Karma und kann durch Aktionen maximal drei Karmapunkte ansammeln. Setzt ein Spieler einen dieser Karmapunkte ein, darf er einen beliebigen Würfel auf seiner Kali-Statue auf dessen gegenüberliegende Seite drehen.
Alle Geld- und Ruhmgewinne werden auf der entsprechenden Zählleiste am Spielfeldrand abgerechnet. Auf diesen Leisten kann der Spieler an mehreren Stellen zusätzliche Boni aktivieren, wenn er mit seinem Marker die entsprechende Position überschreitet. Auf diese Weise kann ein Spieler auch maximal zwei zusätzliche Arbeiter und damit zwei zusätzliche Durchgänge pro Runde bekommen. Die anderen Boni führen dazu, dass ein Spieler ein Flussfeld vorrücken kann, zusätzliches Karma oder zusätzliche Würfel erhält oder einen Schritt auf der Gebäudeentwicklung vorrücken kann.
Die jeweilige Runde endet, wenn alle Spieler ihre Arbeiter eingesetzt und alle entsprechenden Aktionen durchgeführt haben. Danach wird der Startspielermarker an den nächsten Spieler im Uhrzeigersinn weitergegeben (wenn niemand in der Runde den Großmogul aktiviert hat). Alle Spieler nehmen ihre Arbeiter vom Spielplan zurück und der neue Startspieler beginnt die neue Runde.

### Spielende
Das Spiel endet, wenn sich in einem Durchgang der Geld- und der Ruhmesmarker eines Spielers begegnen. In dem Fall wird der laufende Durchgang beendet und anschließend wird kontrolliert, ob weitere Spieler eine Begegnung erreicht haben. Ist dies der Fall, gewinnt der Spieler mit dem größten Abstand zwischen den aneinander vorbeigezogenen Markern das Spiel, andernfalls gewinnt der eine Spieler, der das Rundenende ausgelöst hat. Dieser Spieler gewinnt auch im Fall eines Gleichstands mehrerer Spieler.

## Varianten und Ergänzungen

### Navaratnas-Variante
Die Navaratnas-Variante wird als Fortgeschrittenenvariante des Spiels empfohlen. Sie unterscheidet sich von der Basisversion durch einzelne Regel- und Materialänderungen.
Die wichtigste Ergänzung in dieser Variante ist die Einführung von Ertragsplättchen, die die Bonuserträge auf den Provinztableaus verändern. Diese werden auf der anderen Seite gespielt, auf der zwei der Sondererträge abhängig von dem Fortschritt des jeweiligen Spielers auf der Geld- oder Ruhmesleiste oder an anderen Positionen des Spiels sind. Diese Sondererträge werden durch braune Ertragsplättchen bestimmt, die zu Spielbeginn gezogen und auf dem Tableau abgelegt werden. Auf dem Spielplan werden weitere farbige (weiße, gelbe, braune und rote) Ertragsplättchen auf die entsprechenden Gebäude verteilt. Mit diesen können im Spielverlauf die eigenen Ertragsplättchen überdeckt und verbessert werden. Dabei bekommt ein Spieler neue Ertragsplättchen entweder bei der Tänzerin im Tempel oder, wenn er weniger Arbeiter hat als mindestens ein anderer Mitspieler während des Durchgangs, in dem dieser die zusätzliche Figur platzieren darf. Zudem können über die Geld- und Ruhmleisten in dieser Version bis zu drei zusätzliche Arbeiter, also insgesamt sechs Arbeiter, aktiviert werden. Zudem kann die Kali-Statue nur 8 statt der 10 Würfel der Basisversion aufnehmen.

### Ganga-Modul
Das Ganga-Modul besteht aus acht Flussplättchen, die zum Überdecken einzelner Felder im Fluss genutzt werden. Die Position werden durch einen Würfel bestimmt, wobei sie entsprechend der Würfelaugen entlang des Flusses eingesetzt werden.

### Ganga-Modul 2
Das Ganga-Modul besteht aus zwei weiteren Flussplättchen, die wie die des Ganga-Moduls zum Überdecken einzelner Felder im Fluss genutzt werden. Ein Plättchen bringt ein doppeltes Gebäudeupdate, das andere Plättchen ist ein Gangesdelfin, durch den der Spieler einen beliebigen Bonus der noch freien Flussplättchen nutzen können.

### Mango Village
Die Mini-Erweiterung Mango Village besteht aus acht neuen Provinzteilen, über die die Spieler zusätzliche Boni gewinnen können, zwei neue Aktionsfelder für eine erneute Wertung der Mango-Village-Plättchen sowie ein weiteres braunes Ertragsplättchen mit einem Bonus von 3 $ für jedes der Plättchen im Tableau. Durch die Goodie-Box 1 wurde Mango Village um zwei weitere Plättchen ergänzt.

### Snake Expansion
Die Snake Expansion bringt 4 zusätzliche Provinzplättchen, je eines in jeder Farbe, ins Spiel, auf denen die Shalimar Gardens mit jeweils einem Rundweg um das Plättchen abgebildet sind. Die Plättchen ermöglichen es dem Spieler, einen bereits gespielten Arbeiter wieder zurückzunehmen und nochmals einzusetzen.

### Tiger Expansion
Auch die Tiger Expansion bringt 4 zusätzliche Provinzplättchen, je eines in jeder Farbe, ins Spiel. Die Plättchen bringen den Spielern verschiedene Vorteile.

### The Test of Fate
Die Erweiterung The Test of Fate bringt 8 Schicksalsplättchen ins Spiel, davon je zwei in jeder Spielerfarbe. Diese werden auf den Zählleisten für den Ruhm und für das Geld platziert. Beim ersten Überschreiten müssen die Spieler Ruhmes- oder Geldpunkte abgeben und fallen zurück; überschreiten sie das Feld danach erneut, bekommen sie ein Markt- oder Gebäudeplättchen gratis.

### Die Edelsteinhändler / The Gemstone Trader
Die Erweiterung The Gemstone Trader besteht aus vier farbigen, durchscheinenden Arbeiterfiguren. Die Spieler erhalten diese, wenn sie auf der Ruhmesleiste das Feld 10 überschreiten und ersetzen damit einen ihrer Arbeiter. Durch den Edelsteinhändler dürfen die Spieler im späteren Spiel einmal pro Runde je einen Würfel beliebig drehen.

## Ausgaben und Rezeption
Rajas of the Ganges wurde von Inka und Markus Brand entwickelt und erschien 2017 zu den Internationalen Spieletagen (SPIEL'17) bei dem deutschen Spieleverlag Huch! in einer multilingualen Ausgabe auf Deutsch, Englisch, Französisch und Italienisch. In der Folge erschien das Spiel in Lizenz zudem bei dV Giochi in Italien, bei 999 Games in den Niederlanden, bei Devir in Spanien, bei Egmont Polska in Polen sowie bei Game Harbor in China.
Das Spiel wurde 2018 mit dem International Gamers Award in der Kategorie „Multiplayer“ ausgezeichnet. Zudem wurde es bei der Abstimmung zum Deutschen Spielepreis im gleichen Jahr auf Platz 3 gewählt.
Im jährlich erscheinenden Brettspiel-Adventskalender von Frosted Games erschien im Dezember 2017 mit Rajas of the Ganges: Mango Village eine Minierweiterung zu dem Spiel bestehend aus acht neuen Provinzteilen, über die die Spieler zusätzliche Boni gewinnen können. 2018 erschienen mit der Snake Expansion im Rahmen des Deutschen Spielepreises und der Tiger Expansion im Brettspiel-Adventskalender zwei weitere Minierweiterungen. In einer eigens veröffentlichten Goodie-Box 1 veröffentlichte HUCH! im Dezember 2019 eine Sammlung von Minierweiterungen, die neben Mango Village (mit zwei zusätzlichen Teilen), der Snake Expansion (Shalimar – Snake Expansion) und der Tiger Expansion zusätzlich das Ganga Module 2 mit zwei neuen Flußplättchen, The Test of Fate und The Gemstone Trader enthält.
Eine Computerspiel-Umsetzung des Spiels ist auf yucata.de als Browserspiel spielbar.

## Belege
1. 1 2 3 4 5 6 7 8 9 10 11 12 13 14 15 16  Offizielle Spielregeln für Rajas of the Ganges, HUCH! 2018.
2. 1 2 3 4 5 6  Offizielle Spielregeln für Rajas of the Ganges: Goodie-Box 1, HUCH! 2019.
3. 1 2  Mango Village in der Datenbank BoardGameGeek; abgerufen am 26. September 2018.
4. 1 2  Goodie-Box 1 in der Datenbank BoardGameGeek; abgerufen am 17. Dezember 2018.
5. ↑  Versionen von Rajas of the Ganges in der Datenbank BoardGameGeek; abgerufen am 26. September 2018.
6. ↑  International Gamers Award 2018 Winners auf der Website der Website des Preises; abgerufen am 17. Januar 2024.
7. ↑  Preisträger Deutscher Spielepreis 2018 (Memento des Originals vom 3. November 2020 im Internet Archive)  Info: Der Archivlink wurde automatisch eingesetzt und noch nicht geprüft. Bitte prüfe Original- und Archivlink gemäß Anleitung und entferne dann diesen Hinweis. auf der Website der Internationalen Spieletage; abgerufen am 26. September 2018.
8. ↑  Rajas of the Ganges auf yucata.de; abgerufen am 19. Januar 2024.